# Archetípusok a drámában
Az archetípusok a drámában az archetípus görög eredetű szó alapján jött létre, mely ősképet jelent és valaminek az ősi alakja vagy ősi formája. A fogalom a 20. századi pszichoanalitikus és mítoszkutató, Carl Gustav Jung munkássága nyomán vált ismertté, de már Sigmund Freud is foglalkozott vele.

## Története
Carl Gustav Jung megfogalmazásában az archetípus azokat a képi sémákat jelöli, amelyek közös motívumok a különböző területeken élő népek mitológiájában, és melyek a filozófus véleménye szerint a kollektív tudatalattiból eredeztethetők. Összesen nyolc -négy női és négy férfi- karaktertípust különböztet meg (Madonna, Anya, Amazon, Nimfa, Atya, Apa, Hős, Faun).
A fogalommal Gilbert Durant antropológus is foglalkozott. Ő különbséget tesz az archetípus és az ősszimbólum között, hangsúlyozva az archetipikus jelentés egyetemes és időben változatlan voltát.
Úgy tartják, a világnak 64 drámai helyzete van, és mindig ezek tűnnek fel a különböző irodalmi művekben. A dráma műneme kitűnő példákkal szolgál mind archetipikus történetekre, mind karakterekre. Ezek egyike például a beavatás, melynek lényege, hogy a drámában bejárt út végére a mű hőse éretté válik az életre. Ennek a történetnek klasszikus példája Oidipusz története (Szophoklész: Oidipusz király, Oidipusz Kolónosban). Másik jó példa az áldozás mint archetípus. Ilyen Euripidész Iphigéneia Auliszban című drámája is.
Nem csupán a történet lehet archetipikus, de a karakterek is. Néhány klasszikus példa: Antigoné (a szembenállás archetípusát testesíti meg), Médeia (a mindhalálig szerelmes asszony), Élektra (az apját elvesztő leány igazságkeresése).
Jung kategóriáit alapul véve is könnyű a párosítás. Így Molière Don Juanja például a Faun, azaz macsó karakter talán legalapvetőbb megtestesítője. (Ami a komédiát illeti, a műfaj minden alkotását Dante: Isteni színjáték című műve archetípusának tartják.)
A magyar drámairodalomban Tamási Áron korai drámáiban találjuk a legjobb példákat archetípusok megjelenítésére.

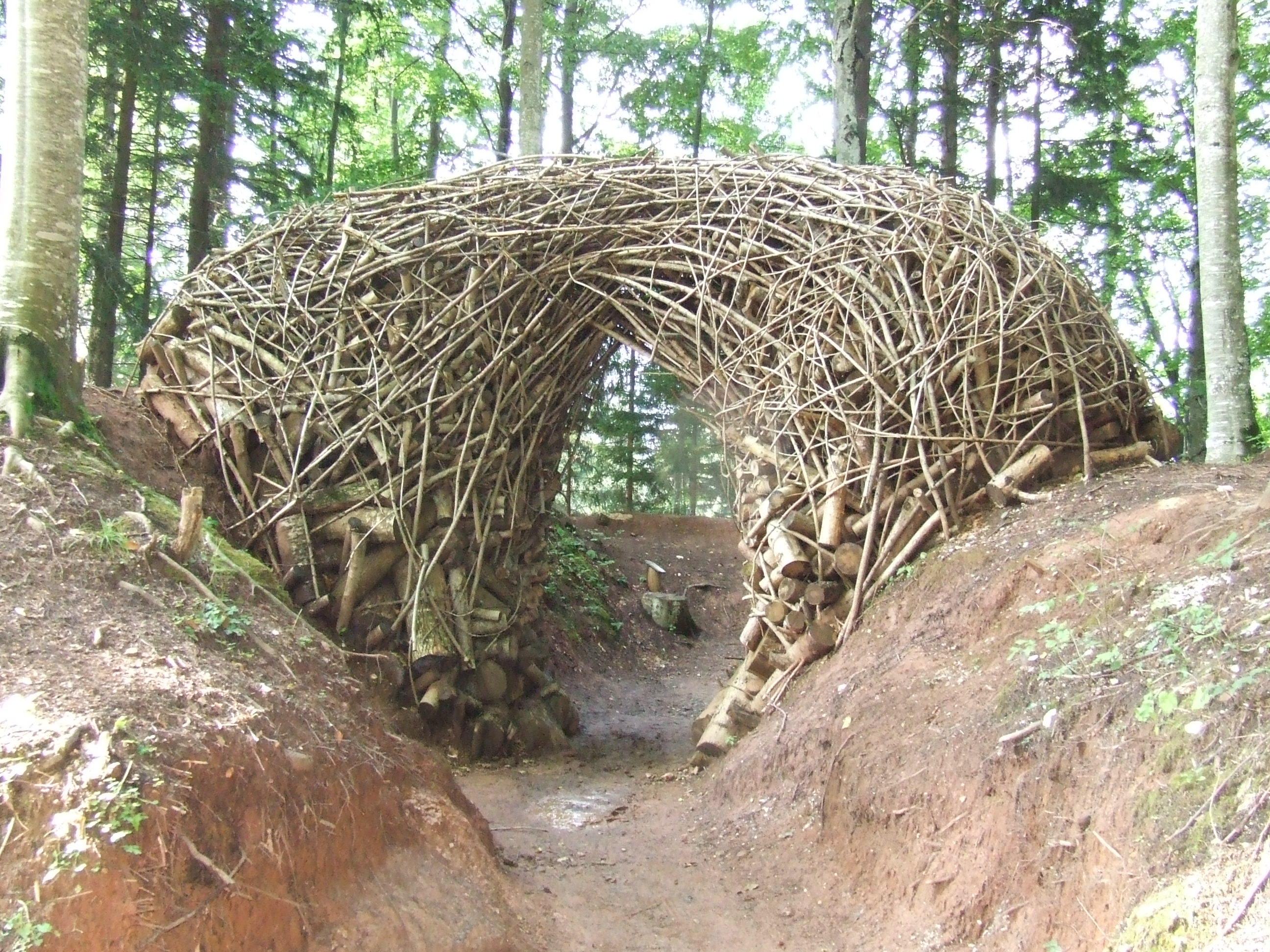
A kapu is archetipikus jelentéssel bír

Példák: 
- Ősvigasztalás
- Énekes madár
- Tündöklő Jeromos
- Vitéz lélek
- Csalóka szivárvány

## Forrás
1. ↑  Carl Gustav, Jung. Az archetípusok és a kollektív tudattalan (pdf), Scolar [1974]